# بتافیت
بتافیت (به انگلیسی: Betafite) با فرمول شیمیایی (CaFeU)2-x(NbTiTa)2 O6(OHF)1-z از مجموعه کانی هاست و رادیواکتیویته قوی دارد. از واژه محل Betafo در ماداگاسکار اخذ شده‌است. محلول در اسیدها متغیر برای اولین بار در فنلاند کشف شد و از نظر شکل بلور: اکتائدر - دودکائدر، رنگ: قهوه‌ای - سیاه - قهوه‌ای سبز - زرد، شفافیت: کدر (اپاک)، شکستگی: صدفی، جلا: چرب - شیشه ای، رخ: ندارد، سیستم تبلور: مکعبی و در رده‌بندی اکسید است همچنین خاصیت مغناطیسی ندارد و منشأ تشکیل آن پگماتیتی - کربناتی است.
همایند کانی‌شناسی (پارانژ) آن - آلانیت- اکسینیت- مونازیت- گزنوتیم است
، از نظر ژیزمان بلوری - توده‌های مجتمع - دانه‌ای نیمه شکل دار کمیاب است و بیشتر در ماداگاسکار، URSS، برزیل، کانادا، آمریکا یافت می‌شود.

## نگارخانه

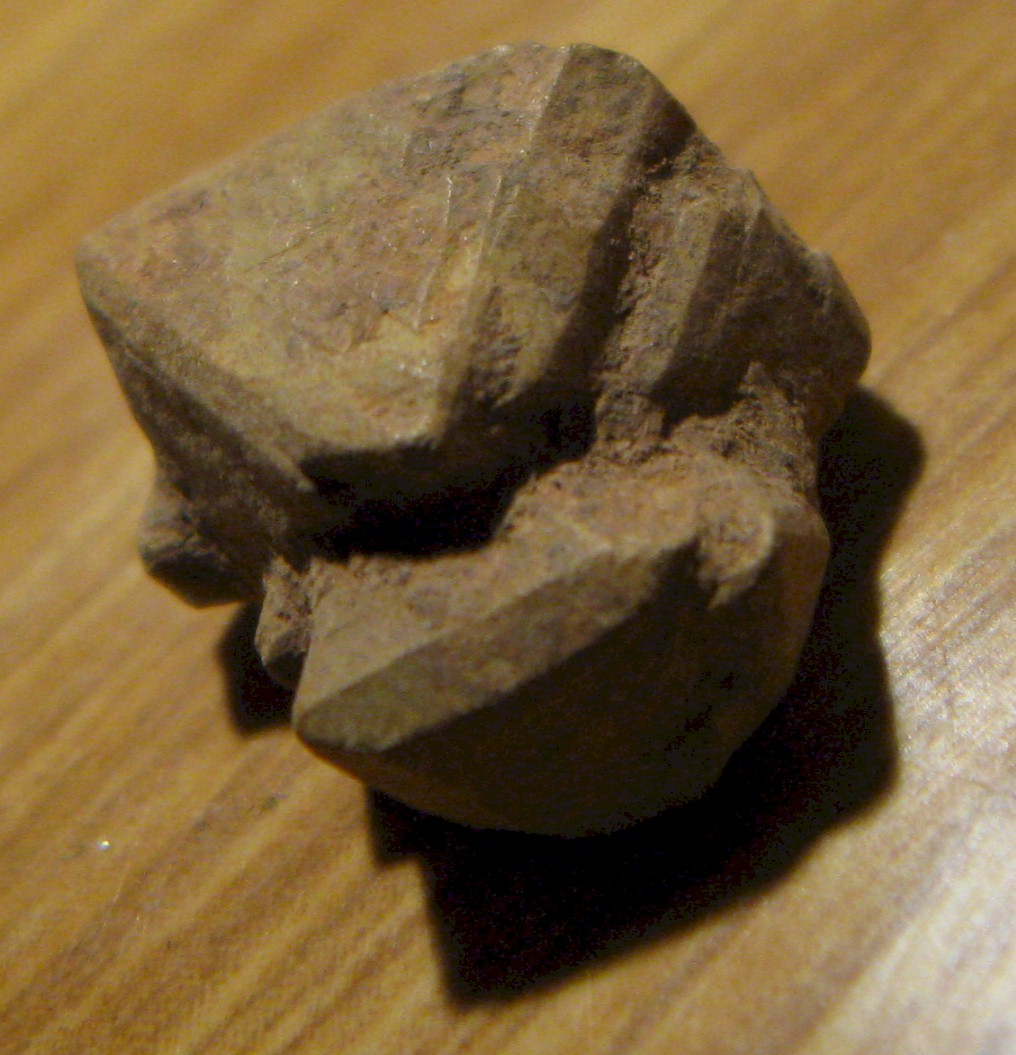